# Лаконски рат
Лаконски рат или Рат против Набида водио се 195. п. н. е. између Спарте са једне стране и Римске републике, Ахајскога савеза, Пергама, Родоса и Македоније. Током Другога македонскога рата (200—196. п. н. е.) Македонија је дала Спарти да контролише Аргос, значајан град на Пелопонезу. Спарта је и након завршетка рата наставила да контролише Аргос, па су Рим и његови савезници то искористили као повод за рат против Спарте. Антиспартанска коалиција је опседала Аргос, заузела је спартанску поморску базу Гитиј, а после тога напали су и опседали и саму Спарту. Након преговора са спартанским краљем Набидом склопљен је споразум по римским условима, па су Аргос и обални градови Лаконије ослобођени од власти Спарте. Спарта је била присиљена и да плаћа Римљанима ратну одштету од 500 таланата током 8 година. Аргос се придружио Ахајском савезу, а лаконски градови су били стављени под ахајску заштиту. Спарта је након Лаконскога рата изгубила статус велике силе. Пропали су сви накнадни покушаји да обнови некадашњу славу. Набид је био последњи владар и он је убијен. Спарта је убрзо присиљена да ступи у Ахајски савез и тако се окончала вишевековна политичка независност Спарте.

## Увод
Након смрти спартанскога регента Маханида 207. п. н. е. Набид је уз помоћ најамника свргнуо краља Пелопса. Себе је прогласио краљем полажући право на трон као један од потомака Демарата. Искоренио је преостале чланове краљевске куће, а многе људе је прогнао из Спарте. Окружио се најамницима, међу лојима је било много убица, лопова и разбојника, који се нису могли вратити у своје градове. Спартом је тада овладала група страних најамника, а Ликургов устав је изгубио свој значај. Са Крићанима је сарађивао у гусарењу, а на Пелопонезу је сарађивао, пружао уточиште и делио добит са пљачкашима и разбојницима.
Набид је 205. п. н. е. потписао мировни споразум са Римом, али 201. п. н. е. напао је територију Месене, која је у то време била савезник и Рима и Спарте. На превару је освојио Месену, али био је присиљен да побегне чим се појавила војска из Мегалопоља под заповедништвом Филопемена. Након пораза код Тегеје Набид је једно време обуставио своје активности.
За време Другога македонскога рата Набиду се указала прилика за експанзију. Филип V Македонски понудио му је Аргос са договором да га задржи у случају македонскога пораза, а у случају македонске победе да га врати Филипу. Набид је прихватио споразум са Македонијом, па је добио контролу над Аргосом. По том споразуму није требало да ратује са Римљанима. Међутим чим је добио Аргос Набид је постао савезник Римљана, па им је као помоћ послао 600 крићанских најамника. Римљани су касније победили Филипа у бици код Киноскефала, а Спарта је задржала контролу над Аргосом. Након Другога македонскога рата Римљани се нису повукли из Грчке. Да би осигурали своје интересе држали су са својим гарнизонима стратешки важне тачке у Грчкој.

## Набидове реформе
Због Набидових заслуга у Другом македонском рату Римљани су му дозволили да држи Аргос под својом контролом. Набидова жена Апија је потицала из Аргоса. Апија и Набид су одузели велико благо богатим фамилијама у Аргосу. Мучили су оне, који су се опирали. Одузету земљу поделили су ослобођеним хелотима лојалним Набиду. Након што је накупио довољно блага Набид је утврдио Спарту, а луку Гитиј почео је да претвара у велики поморски арсенал. Својим крићанским савезницима доделио је поморске базе одакле су могли да крећу у пиратске нападе. Изградња поморске моћи омогућила је да и сиромашни грађани добију прилику да се запосле као веслачи. Јачање спартанске поморске моћи и поморских капацитета Гитија забрињавала је Римљане.
Набидова владавина почивала је на његовим социјалним реформама и обнови спартанске војне моћи. Спартанска војска почивала је традиционално на регрутацији пуноправних грађана и перијека, а учествовали су и лако наоружани хелоти. Број пуноправних грађана Спарте пао је од неколико хиљада, колико је било у доба Грчко-персијских ратова, на неколико стотина, колико је било у доба Клеомена III. Пошто је број Спартијата био мален спартанска војска се морала ослањати на најамнике и ослобођене хелоте. Клеомен III је извршио реформу и повећао број пуноправних грађана, па је спартанска војска тада поново могла да се ослања на њих, као на лако наоружану фалангу за време Клеоменовога рата. Међутим многи нови пуноправни грађани погинули су у бици код Селасије 222. п. н. е. Набид је прогнао део преосталих Спартијата, па се могао ослањати на веома мален број пуноправних грађана. Војна моћ Спарте поново је опала, па је Набид одлучио да спроведе реформе да би поново успоставио класу лојалних поданика способних да служе у фаланги. Набидово ослобађање поробљених хелота елиминисало је идеолошки стуб старог спартанског друштвеног система. Дотада је постојање хелота био један од главних приговора Спарти од стране околних полиса. До тада је централно питање спартанске унутрашње политике била одбрана од могуће побуне хелота. Интервенције спартанске војске ван Спарте биле су ограничене потребама заштите од могућих побуна хелота. Ослобођени хелоти добили су земљу и једни су се оженили са богатима женама протераних бивших грађана Спарте, а други са удовицама богатих грађана, погинулим у ратовима.

## Проглашење рата против Набида
Ахајски савез био је разочаран, јер је њихов члан Аргос био под окупацијом Спарте. Они су наговорили Римљане да поново размотре своју одлуку да Спарти оставе територијалне добитке. Римљани су се сложили са Ахајцима да Спарта треба да врати окупиране територије. Нису желели да у Грчкој оставе ојачалу и реорганизовану Спарту, која би им могла стварати невоље када напусте Грчку. Тит Квинкције Фламинин је 195. п. н. е. сазвао скупштину грчких држава у Коринту да би се одлучило да ли да се објави рат Набиду. Били су присутни представници Етолскога савеза, Македоније, Рима, Пергама, Родоса, Тесалије и Ахајскога савеза. Све државе залагале су се за рат, сем Тесалије и Етолскога савеза, који су желели да Римљани одмах напусте Грчку. Представник Етолскога савеза Александар из Иса оптужио је Римљане да ратом са Набидом траже повод да остану у Грчкој и да су заузели кључне стратешке тачке у Грчкој. Рекао је да Етолски савез сам може да ослободи Аргос. Међутим представник Ахајскога савеза Аристен успротивио се да Етолски савез заузме Аргос. На крају је већина била да са Римљанима крену у рат против Набида. Историчар Ерих Груен сматра да су Римљани рат против Набида искористили као изговор да би са неколико легија остали у Грчкој. Прави циљ им је био да у случају инвазије Антиоха III спрече Спарту и Етолски савез да постану његови савезници.

## Поход на Аргос
Тит Квинкције Фламинин је најпре послао изасланика у Спарту захтевајући да Набид преда Аргос Ахајском савезу или се у супротном суочи са ратом са Римом и његовим грчким савезницима. Набид је одбио да се повинује Фламининовом ултиматуму, па је 40.000 римских војника и њихових грчких савезника кренуло на Пелопонез. На Пелопонезу римској војсци се придружило 10.000 војника и 1.000 коњаника Ахајскога савеза под заповедништвом Аристена. Кренули су заједно на Аргос. Командант спартанскога гарнизона у Аргосу био је Набидов шурјак, Питагора. Располагао је са 15.000 војника. Током римског напредоваља према Аргосу један млади Аргивац, Дамокло, покушао је да подстакне Аргивце на устанак. Његов покушај окончао се смакнућем њега и његових присталица. Неколико преживелих Дамоклових присталица побегло је код Фламинина и саветовали су му да постави логор што ближе бедемима Аргоса, да би подстакли Аргивце на устанак. Тит Квинкције Фламинин је примакао логор бедемима Аргоса, а када се изјаловила нада да ће Аргивци дићи устанак сазвао је ратно веће.

## Промена плана
Сви грчки заповедници сем Аристена сматрали су да треба да нападну Аргос, који је представљао главни циљ рата. Стратег Ахајскога савеза Аристен сматрао је да треба да нападну Спарту и Лаконију. Фламинин се сложио са Аристеном, па су онда кренули са војском крај Тегеје до Карије у Аркадији, где су чекали да им стигне војска од савезника. Стигло је 1.500 Македонаца и 400 тесалских коњаника. Римљанима су се прикључили и прогнани Спартанци на челу са легитимним краљем Агесиполидом, којега је збацио Ликург (краљ) 20 година пре тога. Стигла је и морнарица крај обала Лаконије. Римском флотом од 40 бродова командовао је Луције Квинкције. Родос је послао 18 бродова надајући се да ће пораз Набида означити крај гусарских напада на њихове бродове. Краљ Пергама Еумен II дошао је до Киклада са 40 бродова.

## Поход у Лаконији
Набид је окупио 10.000 војника из Спарте, а поред тога унајмио је 3.000 најамника. Његови крићански савезници послали су поред већ постојећих 1.000 војника још додатних 1.000 бираних војника. Страховао је да би доласком Римљана могло доћи до побуне унутар саме Спарте. Као меру предострожности погубио је 80 истакнутих грађана и нешто хелота. Када је Тит Квинкције Фламинин са римском војском кренуо од Селасије према Спарти Набидова лаконаоружана војска напала је Римљане док су правили логор. Изненадни напад изазвао је конфузију, али по доласку главнине римских легија Спартанци су се повукли у град. Пошто Набид са својом војском није излазио из града римска војска је кренула према подножју планине Менелај. Набидови најамници су тада напали зачеље римске војске. Командант позадине Апије Клаудије успео је да прегрупише своју војску, па је присилио спартанске најамнике да се повуку у град. Приликом повлачења имали су велике губитке.

## Опсада Гитија
Римска и савезничка војска наставиле су поход до Амикле, а након тога пустошили су територију око Амикле. Наставили су са пустошењем долине у подножју планине Тајгет све до мора. У исто време Луцију Квинкцију Фламинину се предало неколико градова на обали. Након тога савезници су напали највећи град у том подручју и најважнију спартанску луку Гитиј. Док је копнена војска опседала град стигле су три флоте: римска, пергамска и рођанска. Морнари трију флота направили су опсадне справе само за неколико дана. Град је био добро утврђен и са копна и са мора. Иако су опсадне справе успешно рушиле торњеве и бедеме спартански гарнизон је успешно бранио град. Команданти спартанскога гарнизона у Гитију били су Дексагорида и Горгопа. Дексагорида је ступио у контакт са Римљанима планирајући да преда град, али Горгопа га је погубио чим је сазнао за издају. Горгопа је успешно наставио са отпором, све док није стигао Тит Квинкције Фламинин са 4.000 нових војника. Када су Римљани обновили напад Горгопа је био присиљен да преда град. По условима предаје спартанска војска могла је да се врати у Спарту.

## Преговори о миру
За време опсаде Гитија, Питагора се придружио Набиду са 3.000 војника из Аргоса. Након предаје Гитија Набид је Титу Квинкцију Фламинину послао изасланике са циљем да се преговара о мировном споразуму. Набид је Фламинину понудио повлачење из Аргоса и предају римских дезертера и заробљеника. Фламинин је сазвао ново саветовање на коме је већина била за наставак рата, заузимање Спарте и свргавање Набида. Тит Квинкције Фламинин је упозорио да је опсада Спарте тежак, дуготрајан и скуп подухват, а обавестио је присутне о Антиоховом преласку преко Хелеспонта са великим копненим и поморским снагама. Тит Квинкције Фламинин је због тога предложио Набиду шестомесечно примирје и да Набид
- преда Аргос
- дозволи слободу градовима на обали Лаконије, врати им робове и преда градове Римљанима
- преда флоту
- плати ратну штету од 500 таланата током 8 година
- врати пријашње жене изгнаним Спартанцима
- не улази у савез са Крићанима.

Набид није прихватио мировни споразум, а нису ни остали грађани Спарте, па се рат наставио.

## Опсада Спарте
Тит Квинкције Фламинин је повео своју војску од 50.000 војника на Спарту. Неколико дана трајали су окршаји Римљана и Спартанаца испред бедема Спарте, а пети дан Римљани су победили и натерали Спартанце да се повуку у град. Започела је опсада Спарте. Спарта је на неприступачнијим местима била без бедема. Фламинин се уместо дуге опсаде одлучио за општи напад. Римљани су након општега напада ушли у град, али њихово напредовање је било отежано због уских уличица Спарте. Спартанци су нападали са кровова различитим пројектилима, али Римљани су се успешно бранили уз помоћ својих великих штитова. У формацији корњаче били су добро заштићени, тако да је било мало рањених. Римљани су у уским уличицама споро потискивали непријатеље, али како су улице према центру постајале шире тако су лакше напредовали. Набид је покушао да бежи, али Питагора је био присебнији па је наредио да се запале зграде близу бедема. Запаљене зграде ометале су улазак Римљана и савезника у град, а они који су ушли у град били су у опасности, па је Тит Квинкције Фламинин наредио повлачење. Неколико дана Римљани су одржавали тензију нападајући Спарту, па је Набид одлучио да пошаље Питагору да се преговара о предаји. Услови предаје су били исти као они које је Фламинин поставио пре опсаде Спарте. Набид је пристао да се преда под тим условима. Тај споразум је касније ратификовао и римски Сенат. За време опсаде Спарте Аргивци су се сами ослободили.

## Последице
Одмах након завршетка рата Фламинин је присуствовао Немејским играма у Аргосу и тада је прогласио Аргос слободним градом. Аргос се одмах придружио Ахајском савезу. Ослободио је обалне градове Лаконије и ставио их под ахајски протекторат. Остаци спартанске флоте дати су тим обалним градовима. Набид је морао да напусти градове на Криту и да повуче економске и друштвене реформе, којима је ојачао спартанску војну моћ. Римљани нису натерали Набида да напусти спартански трон. Римљанима је ипак одговарала Спарта као баланс против растуће моћи Ахајскога савеза. Набидова верност гарантована је предајом пет талаца, укључујући и његовога сина. Римљани нису вратили спартанске избеглице, настојећи да избегну унутрашње сукобе у Спарти. Дозволили су ипак свакој жени, која је раније била силом преудана за бившега хелота да се врати свом избеглом супругу.

## Набид покушава да врати територије
Када су се римске легије под Фламининовим заповедништвом вратиле у Италију Грчка је поново била слободна. Доминантне силе Грчке биле су Македонија, Етолски савез, ојачани Ахајски савез и ослабљена Спарта. Етолски савез се раније опирао римском уплитању у послове Грчке. Потакли су Набида да поново заузме своје бивше територије. До 192. п. н. е. Набид је изградио нову флоту, ојачао војску и опседао Гитиј. Ахајски савез је због тога тражио помоћ од Рима. Римски Сенат је послао претора Аула Атилија Серана са флотом са задатком да заштити савезнике. Послали су и изасланство на челу са Фламинином. Пре доласка римске флоте Ахајски савез је са копненом војском и морнарицом под заповедништвом Филопемена кренуо према Гитију. Ахајци су били поражени у поморској бици. Када је Филопемен ушао у Лаконију по други пут успео је да победи. Спартанци су се након пораза затворили у градове, па су Ахајци месец дана неометено пустошили Лаконију. Када је стигао Фламинин он је наговорио Филопемена да поштеди Спарту, а Набид је прихватио предају под истим условима као и први пут. Пошто је спартанска војска била ослабљена Набид је тражио помоћ Етолскога савеза. Послали су Спарти 1.000 војника под заповедништвом Алексамена. Алексамен је убио Набида, па су након тога Етолци заузели палату и почели су да пљачкају, али становници Спарте су успели да их истерају.

## Након Набидове смрти Спарта губи независност
Тај тренутак када је Спарта била у метежу одмах је искористио Филопемен, па је заузео Спарту и учинио је чланом Ахајскога савеза. Спарти су остављени њени закони и територија. Протерани Спартанци ипак ни тада нису враћени у град. Спарта је лишена лука и са непријатељски расположеним избеглицама била под тешким економским и политичким проблемима. Када је Спарта 189. п. н. е. заузела избеглички град Лас на Тенару Ахајски савез је то сматрао довољним разлогом за окончање спартанске независности. Тражили су да се предају одговорни за тај напад. Спарта је одговорила иступањем из Ахајскога савеза и погубљењем 30 најгорљивијих присталица Ахајаца. Римљанима је одговарало цепање Ахајскога савеза, па се нису мешали. Филопемен је 188. п. н. е. заузео Спарту, срушио бедеме Спарте, вратио прогнане и укинуо спартанске законе. У Спарти су уведени ахајски закони. Спарта је престала бити велика сила, а Ахајски савез је постао доминантна сила на Пелопонезу.